# Sia Korthaus

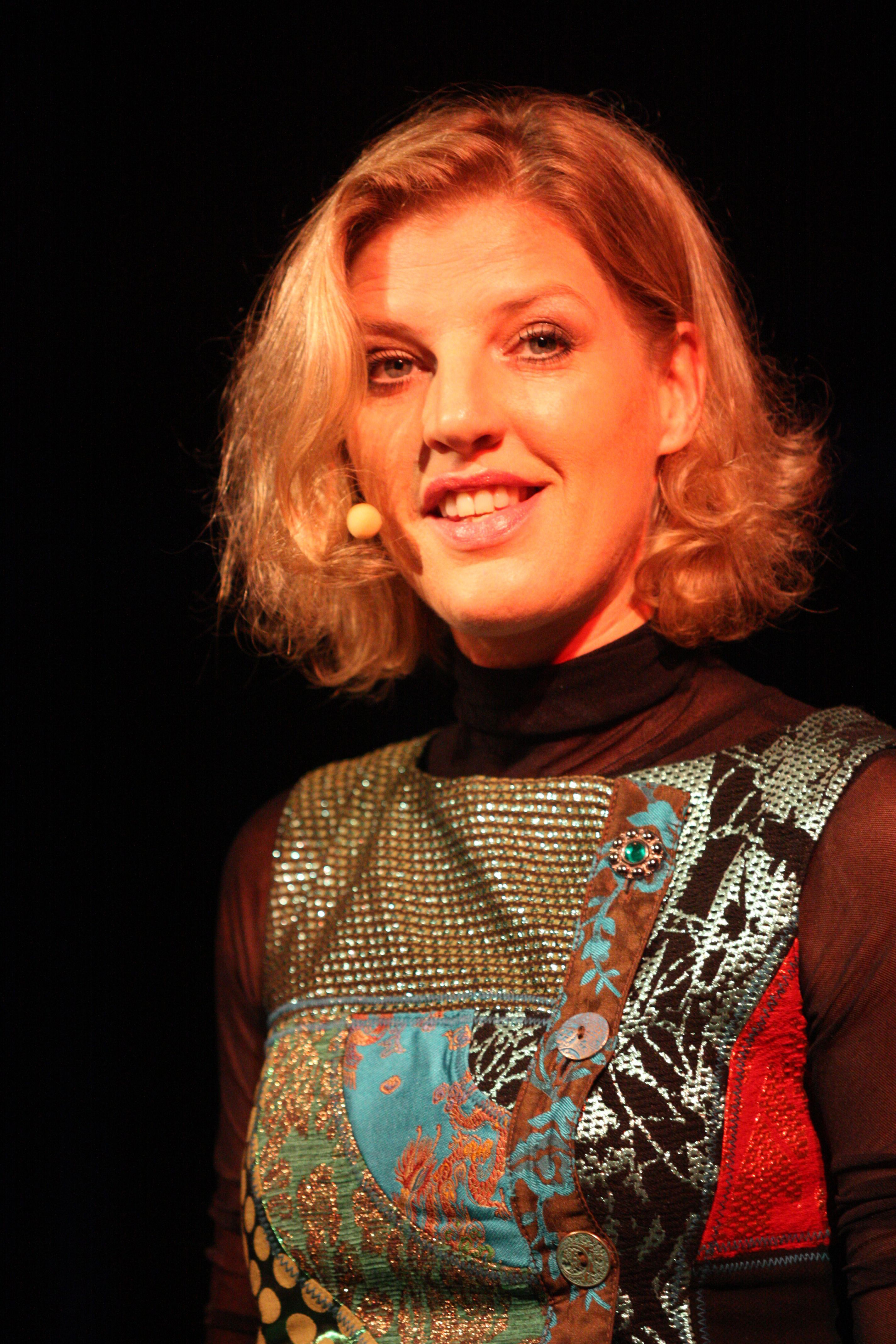
Sia Korthaus (2010)

Sia Korthaus (* 13. Oktober 1968 in Gevelsberg, Nordrhein-Westfalen) ist eine deutsche Kabarettistin, Sängerin und Schauspielerin.

## Leben
Sia Korthaus legte 1988 in Ennepetal das Abitur ab. Sie studierte von 1989 bis 1992 Sozialpädagogik mit Schwerpunkt Theaterpädagogik. 1994 bis 1995 nahm sie Schauspielunterricht und ab 1995 Gesangsunterricht. Seit 1996 tritt Sia Korthaus mit Solo-Programmen deutschlandweit auf. 1999 besuchte sie die Köln-Comedy-Schule. Seit 2008 ist Sia Korthaus Mitglied der Alternativen Karnevalssitzung Pink Punk Pantheon im Bonner Pantheon-Theater.

## Soloprogramme
- 1996: Wischen Impossible
- 2003: AmneSia (Solo)
- 2006–2009: Nimm2! Mach3! (Solo)
- 2008–2011: Auch Glückskekse krümeln (Solo)
- 2014–2015: VorLieben (Solo)
- 2014–2017: Sorgen? Mache ich mir Morgen! (Solo)
- 2017–2020: Lust auf Laster (Solo)
- 2021: Im Kreise der Bekloppten (Solo)

## Filmografie
- 2001: Der Zimmerspringbrunnen
- 2004: Ein Zwilling ist nicht genug

## Auszeichnungen
- 2006: Gewinnerin des Amici Atrium, München
- 2008: Gewinnerin Vohenstraußer KabarettTage
- 2014: 3. Platz beim Paulaner Solo+

## Nominierungen
- 2010: Nominierung Kabarettbundesliga, Saison 2010/2011
- 2010: Nominierung Goldene Weißwurscht, München
- 2010: Nominierung Melsunger Kabarettpreis, Melsungen
- 2011: Nominierung Tuttlinger Krähe, Tuttlingen
- 2012: Nominierung PRIX Pantheon, Bonn
- 2013: Nominierung Melsunger Kabarettpreis, Melsungen